# Maria Milczarek
Maria Milczarek, née  Kaczmarek le 18 novembre 1929 à Posen (Allemagne, de nos jours Pologne) et morte le 24 janvier 2011, est une femme politique communiste polonaise. Elle est ministre de la Fonction publique, de l'Aménagement du territoire et de la Protection de l'environnement entre 1976 et 1979, puis ministre du Travail, des Salaires et des Affaires sociales entre 1979 et 1980.

## Biographie
Fille de Leonard et Victoria Kaczmarek, elle est diplômée du collège de pédagogie de Varsovie et de l'université de Varsovie. Entre 1946 et 1953, elle est employée du syndicat des enseignants polonais, puis travaille au sein du  Parti ouvrier unifié polonais. Entre 1953 et 1959, elle milite pour le parti à Varsovie (jusqu'en 1956 en tant qu'instructrice, puis en tant que secrétaire de propagande). Entre 1959 et 1961, elle est cheffe adjointe du département des sciences et de l'éducation du Comité provincial du parti à Varsovie, puis (jusqu'en 1968) première secrétaire du comité de district à Ochota. De 1968 à 1975, elle est membre suppléante et, de 1975 à 1981, membre du Comité central du parti. Elle est également première secrétaire du comité central du parti à Skierniewice (1975-1976). En 1974, elle est élue au conseil de la Société d'amitié polono-soviétique. Entre 1970 et 1981, elle est également membre du présidium du Comité national pour l'unité de la nation.
Du 2 décembre 1976 au 8 février 1979, elle est ministre de la Fonction publique, de l'Aménagement du territoire et de la Protection de l'environnement dans le gouvernement de Piotr Jaroszewicz. Jusqu'au 21 novembre 1980, elle ministre du Travail, des Salaires et des Affaires sociales du gouvernement Piotr Jaroszewicz puis de ceux d'Edward Babiuch et de Józef Pińkowski. Elle est la deuxième femme ministre après Zofia Wasilkowska dans l'histoire de la Pologne.
De juin 1968 à juillet 1975, elle est présidente du conseil de la Ligue des femmes polonaise. De 1969 à 1980, elle est députée au Sejm de la République populaire de Pologne pour les Ve, VIe et VIIe législatures.
Elle meurt le 24 janvier 2011 et, le 28 janvier, elle est enterrée au cimetière de Powązki à Varsovie.

## Décorations
- Commandeur de l'ordre Polonia Restituta
- Chevalier de l'ordre de la Bannière du Travail
- Croix du Mérite[2]

## Sources
- (pl) Cet article est partiellement ou en totalité issu de l’article de Wikipédia en polonais intitulé « Maria Milczarek » (voir la liste des auteurs).